# Scott Brash
Scott Brash (Edimburgo, 23 de noviembre de 1985) es un jinete británico que compite en la modalidad de salto ecuestre.
Participó en tres Juegos Olímpicos de Verano, obteniendo dos medallas de oro en la prueba por equipos, en Londres 2012 (junto con Nick Skelton, Benjamin Maher y Peter Charles) y en París 2024 (con Benjamin Maher y Harry Charles), y el octavo lugar en Tokio 2020, en la prueba individual.
Ganó una medalla de bronce en el Campeonato Mundial de Saltos Ecuestres de 2022 y cinco medallas en el Campeonato Europeo de Saltos Ecuestres entre los años 2013 y 2025.
Fue nombrado miembro de la Orden del Imperio Británico (MBE) en el año 2013.

## Palmarés internacional
| Juegos Olímpicos   | Juegos Olímpicos        | Juegos Olímpicos  | Juegos Olímpicos |
| Año                | Lugar                   | Medalla           | Categoría        |
| ------------------ | ----------------------- | ----------------- | ---------------- |
| 2012               | Londres (Reino Unido)   | Medalla de oro    | Por equipos      |
| 2024               | París (Francia)         | Medalla de oro    | Por equipos      |
| Campeonato Mundial |                         |                   |                  |
| Año                | Lugar                   | Medalla           | Categoría        |
| 2022               | Herning (Dinamarca)     | Medalla de bronce | Por equipos      |
| Campeonato Europeo |                         |                   |                  |
| Año                | Lugar                   | Medalla           | Categoría        |
| 2013               | Herning (Dinamarca)     | Medalla de oro    | Por equipos      |
| 2013               | Herning (Dinamarca)     | Medalla de bronce | Individual       |
| 2019               | Róterdam (Países Bajos) | Medalla de bronce | Por equipos      |
| 2025               | La Coruña (España)      | Medalla de plata  | Individual       |
| 2025               | La Coruña (España)      | Medalla de plata  | Por equipos      |